# Солодилов, Андрей Петрович
Андрей Петрович Солодилов (1900, д. Азовский Шлях, Курская губерния — 1948, Москва) — советский государственный деятель. Сын крестьянина.

## Биография
- В 1915 году окончил начальное училище
- до 1918 года работал в хозяйстве отца.
- в январе 1919 года добровольцем вступил в РККА. Затем военный следователь в Реввоентрибунал группы войск Киевского направления, был преобразованый затем в Реввоентрибунал 12-й армии.
- в мае 1920 года был направлен на работу в ГубЧК.
- в 1922 году был вновь переведен в РККА, первый год работал заместителем председателя военного трибунала, а затем военным прокурором дивизии. Демобилизован в конце 1926 года и направлен на работу в Наркомюст РСФСР, где работал прокурором
- в январе 1928 года учёба на высших юридических курсах, по окончании которых в мае 1929 года назначен военным прокурором Хабаровского военного округа.
- в 1930 году по состоянию здоровья переведен в Всехимпром (г. Москва), начальник управления кадрами.
- в 1931 году был принят на учёбу в аспирантуру Научно-исследовательского института монополии внешней торговли.
- с апреля 1933 года по направлению ЦК ВКП(б) был на партийной работе в одном из отдаленных районов Западной Сибири.
- в июле 1935 года назначен членом Гражданско-судебной коллегии Верховного Суда СССР.
- с 27 октября 1937 — сентябрь 1938 Председатель Верховного Суда РСФСР.
- с сентября 1938 по 26 мая 1948 заместитель Председателя Верховного Суда СССР.

26 мая 1948 года был снят с должности в связи с уголовным делом о взятках в Верховном суде СССР, Верховном суде РСФСР, Московском городском суде и в ряде народных судов Москвы. Покончил жизнь самоубийством.

## Участие в массовых репрессиях
Как председатель Верховного Суда РСФСР и заместитель председателя Верховного Суда СССР несет долю ответственности за участие в массовых репрессиях.
Ориентировал судебные органы на проведение ускоренного судопроизводства. Сам несколько раз находился под угрозой ареста.

## Награды
- 26 марта 1945 — Орден Трудового Красного Знамени,
- 6 июня 1945 — медаль За доблестный труд в Великой Отечественной войне 1941—1945 гг.